# Вулиця Сірожупанників
Ву́лиця Сірожупанників — вулиця в Дніпровському районі міста Києва, місцевість Воскресенка. Пролягає від вулиці Сулеймана Стальського до вулиці Миколи Кибальчича.
Прилучається вулиця Івана Микитенка.

## Історія
Вулиця виникла в середині XX століття, разом із теперішньою Райдужною вулицею була частиною вулиці Шевченка. Відокремлена під назвою вулиця Серова, на честь російського художника Валентина Сєрова, у 1955 році. У 1957 році до неї було приєднано 925-ту Нову вулицю та провулок Сєрова. 1974 року офіційне найменування уточнили на вулиця Валентина Сєрова. З початку 1980-х років вулиця є пішохідною.
Сучасна назва на честь військової формації Сірожупанників — з 2022 року.

## Забудова
Будівництво житлових будинків по вулиці почалося в 1960-х роках. Переважають п'ятиповерхові цегляні та панельні будинки — так звані «хрущовки».
| Будинок | Кількість поверхів | Серія         | Рік будівництва |
| ------- | ------------------ | ------------- | --------------- |
| № 28    | 5                  | І-408-ВК      | 1960-ті         |
| № 30    | 5                  | І-480-15К     | 1967            |
| № 30-А  | 5                  | І-480-30      | 1968            |
| № 30-Б  | 5                  | І-480-30      | 1968            |
| № 34    | 5                  | І-408-ВК      | 1967            |
| № 35    | 9                  | 1-А-464-51/52 | 1970–80-ті      |
| № 36    | 5                  | І-408-ВК      | 1968            |

## Установи
- Центр дитячої та юнацької творчості Дніпровського району (буд. № 19)
- Бібліотека № 134 для юнацтва (буд. № 28)